# Сукачёв, Борис Иванович
Борис Иванович Сукачёв (8 августа 1928, село Боромля — 11 декабря 2015, Ромны) — бригадир тракторной бригады колхоза «Большевик» Роменского района Сумской области. Герой Социалистического Труда (1965). Депутат Верховного Совета УССР 8 — 9 созывов.

## Биография
Родился 28 августа 1928 году в крестьянской семье в селе Боромля.
С 1943 года — учащийся курсов трактористов, тракторист Боромлянской МТС Тростянецкого района Сумской области. Служил в Военно-Морском флоте СССР.
С 1953 по 1958 год — диспетчер, бригадир комсомольско-молодежной тракторной бригады Боромлянский МТС Тростянецкого района Сумской области; бригадир тракторной бригады Засульской МТС Роменского района Сумской области.
Окончил Роменский сельскохозяйственный техникум Сумской области.
В 1958 году вступил в КПСС.
С 1958 по 1979 год — бригадир тракторной бригады колхоза «Большевик» села Пустовойтовка Роменского района Сумской области. В 1965 году удостоен звания Героя Социалистического Труда. Избирался депутатом Верховного Совета УССР 8 — 9 созывов от Роменского избирательного округа.
С 1979 по 1994 год — председатель колхоза «Большевик» Роменского района Сумской области.
После выхода на пенсию проживает в городе Ромны Сумской области.

## Награды
- Герой Социалистического Труда — указом Президиума Верховного Совета СССР от 31 декабря 1965 года
- орден Ленина
- Орден Трудового Красного Знамени
- Орден Октябрьской Революции